# MoMo -the blood taker-
MoMo -the blood taker- ist eine Manga-Serie von Akira Sugito, die von 2019 bis 2021 in Japan erschien. Die Action- und Mystery-Serie dreht sich um einen Polizisten, der vom Vampirmädchen Momo bei der Jagd auf Vampire selbst zu einem solchen gemacht wird.

## Inhalt
Polizist Keigo Mikogami ermittelt in einer Mordserie, die Japan erschüttert. Den Opfern wurde sämtliches Blut entzogen, sie sind zerstückelt, zerfleddert und die Leichenteile neu arrangiert. Bei der Polizei wird gewitzelt, es handele sich wohl um einen Vampir, und der unbekannte Verdächtige wird mit „V“ benannt. Keigo aber weiß, dass es Vampire wirklich gibt, denn von einem von ihnen wurde 10 Jahre zuvor seine Freundin getötet. Er selbst wurde dabei verletzt und ist seither auf der Jagd nach dem Mörder. Er sinnt nach Rache und tötet seither im Geheimen so viele Vampire wie möglich. Dabei hilft ihm ein Talisman, mit dem man Vampire aufspüren kann. Als er den Gesuchten endlich findet, zieht Keigo überraschend rasch den Kürzeren und droht zu sterben. Ein silberhaariges Mädchen kommt ihm zu Hilfe und tötet den Angreifer. Die Vampirin Momo Draculia kann Keigo jedoch nur retten, indem sie ihn zu ihresgleichen macht. Er kann sich nun, als ihr Gehilfe, weiter auf die Jagd nach dem Vampiren machen, muss aber zugleich seinen eigenen Blutdurst in den Griff bekommen. Denn Momo und nun auch Keigo gehören zu den Vampiren, die andere, blutdürstige Vampire für ihre Taten zur Rechenschaft ziehen.

## Veröffentlichung
Die Serie erschien zunächst von Januar 2019 bis Juni 2021 im Magazin Young Jump beim Verlag Shūeisha. Dieser brachte die Kapitel von April 2019 bis Juli 2021 auch gesammelt in neun Bänden heraus. Eine deutsche Veröffentlichung, übersetzt von Yuko Keller, startete im Mai 2022 bei Kazé Manga. Ab Band 4 erschienen die Bände unter dem geänderten Label Crunchyroll, unter dem die Serie im August 2023 abgeschlossen wurde. Eine englische Fassung erschien bei Seven Seas Entertainment.